# Logistique des liquides
 (août 2022).
 (août 2022).
La mise en forme du texte ne suit pas les recommandations de Wikipédia : il faut le « wikifier ».
Les points d'amélioration suivants sont les cas les plus fréquents :
- Les titres sont pré-formatés par le logiciel. Ils ne sont ni en capitales, ni en gras.
- Le texte ne doit pas être écrit en capitales (les noms de famille non plus), ni en gras, ni en italique, ni en « petit »…
- Le gras n'est utilisé que pour surligner le titre de l'article dans l'introduction, une seule fois.
- L'italique est rarement utilisé : mots en langue étrangère, titres d'œuvres, noms de bateaux, etc.
- Les citations ne sont pas en italique mais en corps de texte normal. Elles sont entourées par des guillemets français : « et ».
- Les listes à puces sont à éviter, des paragraphes rédigés étant largement préférés. Les tableaux sont à réserver à la présentation de données structurées (résultats, etc.).
- Les appels de note de bas de page (petits chiffres en exposant, introduits par l'outil «  Source ») sont à placer entre la fin de phrase et le point final[comme ça].
- Les liens internes (vers d'autres articles de Wikipédia) sont à choisir avec parcimonie. Créez des liens vers des articles approfondissant le sujet. Les termes génériques sans rapport avec le sujet sont à éviter, ainsi que les répétitions de liens vers un même terme.
- Les liens externes sont à placer uniquement dans une section « Liens externes », à la fin de l'article. Ces liens sont à choisir avec parcimonie suivant les règles définies. Si un lien sert de source à l'article, son insertion dans le texte est à faire par les notes de bas de page.
- La présentation des références doit suivre les conventions bibliographiques. Il est recommandé d'utiliser les modèles {{Ouvrage}}, {{Chapitre}}, {{Article}}, {{Lien web}} et/ou {{Bibliographie}}. Le mode d'édition visuel peut mettre en forme automatiquement les références.
- Insérer une infobox (cadre d'informations à droite) n'est pas obligatoire pour parachever la mise en page.

Pour une aide détaillée, merci de consulter Aide:Wikification.
Si vous pensez que ces points ont été résolus, vous pouvez retirer ce bandeau et améliorer la mise en forme d'un autre article.
La logistique liquide est une catégorie spécifique de la logistique qui fait référence aux produits liquides ; elle est utilisée par extension dans le domaine de la « chaîne logistique liquide ».

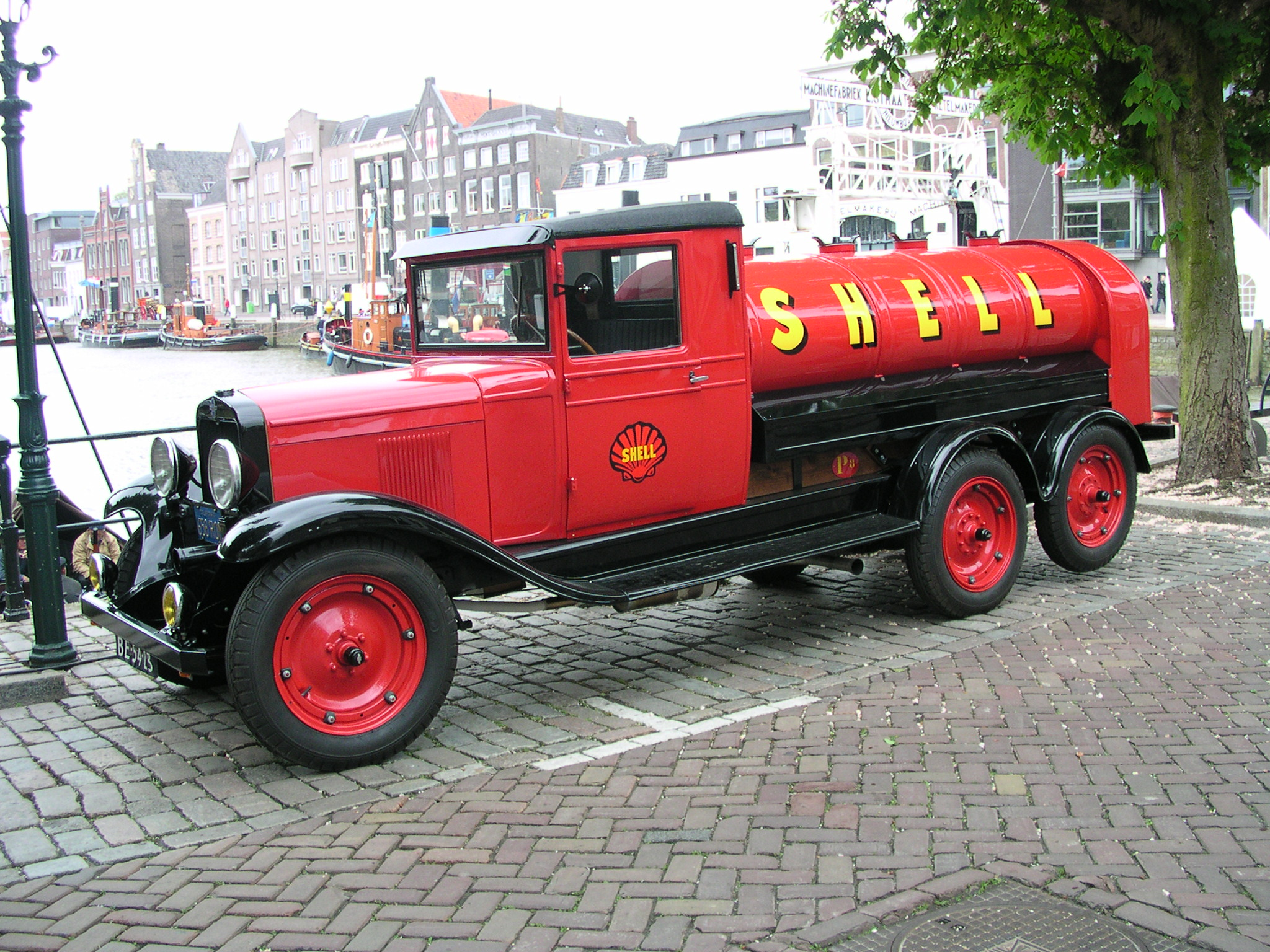
Un vieux camion-citerne pour le transport de l'essence

Les techniques logistiques standard sont généralement utilisées pour des produits discrets ou à l’unité. Les produits liquides ont des caractéristiques logistiques qui les distinguent des produits discrets. Voici quelques-unes des caractéristiques majeures de ces produits liquides, ayant une influence sur leur manutention logistique : 
- Les liquides circulant d’un niveau supérieur à un niveau inférieur permettent de déplacer des liquides sans propulsion mécanique ou intervention manuelle.

- L’adaptation d’un liquide à la forme du contenant dans lequel il se trouve confère une grande flexibilité au design des dispositifs de stockage et à leur optimisation.

- Le niveau du liquide déposé dans une cuve, peut servir automatiquement et de manière constante, à connaître la quantité de liquide présente dans le réservoir.

- Les liquides fournissent des informations à travers les changements de leurs caractéristiques pouvant être prélevées et traduites en des données qualitatives.

- De nombreux risques sécuritaires sont significativement réduits ou éliminés en utilisant des techniques de logistique liquide. Les outils tels que des détecteurs de niveau de liquide et des compteurs de débit peuvent être utiles pour la réduction du risque sanitaire, en fournissant des mesures précises, immédiates, quasiment en temps réel, du mouvement et de l’équilibre des produits à travers le flux de la chaine logistique. Le risque sécuritaire se réduit alors que le déplacement du produit à travers le processus de flux logistique est indépendant et contrôlé.

- Dans certains cas, les liquides peuvent être « traités » bien en aval du dispositif de production original, offrant ainsi la possibilité d’améliorer l’efficacité du flux logistique, avec une plus grande flexibilité quant à la nature du produit et à son utilisation finale.

Chacun de ces points pose une distinction entre la logistique liquide et les techniques logistiques utilisées pour les éléments discrets. Lorsque ces points distincts sont planifiés et bien gérés, ils peuvent entraîner des bénéfices commerciaux pour des sociétés qui produisent, traitent, déplacent ou utilisent des produits liquides. 

## Sources
- Klatch, Wally. "RFID Twist: Liquid Logistics Equals Reduced Risk", Manufacturing.Net, 2006-10-11. Extrait le  2008-05-09.
- Emilian Koller. Transport et stockage des fluides dans l'industrie. Dunod, octobre 2002,  (ISBN 9782100058938).
- Clara Robert-Motta. Gaz naturel liquéfié : pourquoi le projet de nouveau terminal méthanier ne fait pas l’unanimité ? Public Sénat, 29 juillet 2022. Lire en ligne.